# Ototylomys chiapensis
Ototylomys chiapensis är ett däggdjur i familjen hamsterartade gnagare som förekommer i södra Mexiko. Före 2017 antogs populationen tillhöra den storörade klätterråttan.

## Utseende
Arten når en kroppslängd (huvud och bål) av 139 till 194 mm, en svanslängd av 135 till 174 mm och en vikt av 55 till 165 g. Den har 30 till 34 mm långa bakfötter och 20 till 27 mm stora öron. Jämförd med den storörade klätterråttan har Ototylomys chiapensis oftast större bakfötter och den saknar den vita fläcken vid varje öra. Dessutom har Ototylomys chiapensis mörkare päls på undersidan, med undantag för några vitaktiga fläckar. Håren som inte är helt vita är mörka nära roten och rödbruna, ljusbruna eller gråbruna vid spetsen. Ovansidan har därför ett brunt utseende och undersidan är lite ljusare.

## Utbredning
Individer av arten hittades vid två ställen i delstaten Chiapas i södra Mexiko. Regionen är ett karstlandskap med torra och fuktiga årstider. Habitatet utgörs av skogar med ormbunkar, mossa och andra kärlväxter som undervegetation.

## Ekologi och status
Klätterråttor från delstaten Chiapas hölls under 1970-talet i fångenskap. De tillhörde kanske denna art och åt främst korn och andra frön. I mindre mått togs frukter som föda.
I utbredningsområdet pågår några skogsavverkningar. Dessutom är regionen där arten lever liten. Studien som godkände Ototylomys chiapensis som art föreslår att den listas som akut hotad (CR).